# Mirash Ivanaj

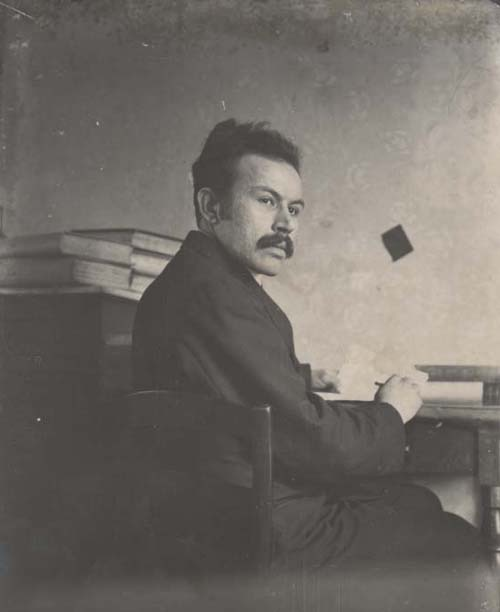
Mirash Ivanaj in den 1920ern an seinem Schreibtisch

Mirash Ivanaj (geboren am 12. März 1891 in Podgorica; gestorben am 22. September 1953 in Tirana) war ein albanischer Lehrer, Schuldirektor, Politiker und Minister, der das albanische Bildungssystem im Sinne der albanischen Nationalbewegung Rilindja reformierte. Des Weiteren war er, zusammen mit seinem Cousin Nikolla Bey Ivanaj, Herausgeber der Zeitung Republika.

## Leben
Mirash Ivanaj war in Montenegro geboren, wohin sein Vater fast zehn Jahre zuvor wegen politischer Verfolgung im Osmanischen Reich gezogen war. Mirash war der jüngste von acht Geschwistern. Er besuchte bis 1912 eine Schule in Belgrad und studierte ab 1913 in Rom Rechtswissenschaften und Literaturwissenschaft. Beide Studien schloss er mit dem Doktortitel ab.
Im Jahre 1923 zog Mirash Ivanaj nach Albanien, wo er mit seinem Cousin Nikolla Bey Ivanaj die Zeitung Republika herausgab. Im Mai 1924 floh er in das Königreich der Serben, Kroaten und Slowenen als Folge eines Aufstandes der Opposition gegen Ahmet Zogu. Im Dezember desselben Jahres kehrte er zusammen mit Ahmet Zogu zurück. In der Folge arbeitete Mirash Ivanaj als Schuldirektor in Shkodra und später in Tirana.
In den Jahren 1932 und 1933 war Mirash Ivanaj Parlamentsmitglied und wurde durch Ahmet Zogu schließlich zum Bildungsminister ernannt. In dieser Position arbeitete er an einer nationalen Reformierung des Bildungssystems, was auf großen Widerstand stieß, vor allem von Seiten Italiens und Griechenlands, die nationale Interessen in Albanien verfolgten und nicht-staatliche Schulen betrieben. Dennoch gelang es Mirash Ivanaj einige Fortschritte im Bildungssystem zu etablieren. So wurde im September 1934 ein Gesetz verabschiedet, welches eine fünfjährige Schulpflicht verbindlich regelte. Außerdem wurden mehrere Schulen und Bildungseinrichtungen im ganzen Land gegründet. Am 6. April 1935 wurde eine Klage Griechenlands gegen Albanien vor dem Ständigen Internationalen Gerichtshof zugunsten von Griechenland entschieden, weil Ivanajs Bildungsreform die griechische Minderheit im Süden Albaniens benachteiligte. Aufgrund dieses Urteils und weil ihm weitere Reformen versagt blieben, trat Mirash Ivanaj am 30. August 1935 als Bildungsminister zurück.
Als Italien am 7. April 1939 Albanien besetzte, floh Mirash Ivanaj nach Griechenland. Er verbrachte die frühen Kriegsjahre in Istanbul. Auf der Suche nach einer Beschäftigung reiste er später in den Libanon, nach Ägypten und Jerusalem, wo er mit Branko Merxhani für die Stimme Amerikas (VOA) arbeitete. Als einer der wenigen albanischen Intellektuellen kehrte Mirash Ivanaj im September 1945 ins kommunistische Albanien zurück. Im November desselben Jahres begann er daraufhin an einer Schule in Tirana zu unterrichten.
Am 15. Mai 1947 wurde Mirash Ivanaj im Zuge der Säuberungsaktionen von Koçi Xoxe verhaftet und wegen Landesverrat zu sieben Jahren Haft verurteilt. Im Gefängnis arbeitete er als Übersetzer. Mirash Ivanaj starb zwölf Tage, bevor er aus dem Gefängnis entlassen werden sollte.